# 제3의 운명
"제3의 운명"은 1965년 공개된 대한민국의 영화이다.

## 배역
- 김지미 : 윤옥 역
- 김승호
- 남궁원
- 신영균
- 허장강
- 한은진
- 정애란
- 김정옥
- 김동원
- 김칠성
- 김석강
- 최삼
- 박지현